# Dorothy Simpson
Pour les articles homonymes, voir Simpson.
Dorothy Simpson, née Preece le 20 juin 1933 à Blaenavon, au Pays de Galles et morte le 20 août 2020, est un auteur britannique de roman policier.

## Biographie
Elle passe son enfance au Pays de Galles. Elle fait des études supérieures en langues modernes à l’Université de Bristol et obtient son diplôme d'enseignante en 1955. Elle déménage ensuite dans le Kent où elle enseigne la littérature anglaise et le français dans une école de jeunes filles de Dartford et dans d'autres établissements. Le 22 juillet 1961, elle épouse l’avocat Keith Taylor Simpson et démissionne de son poste de professeur l’année suivante. Entre 1969 et 1982, elle est conseillère matrimoniale.
En 1974, elle tombe gravement malade et, pendant sa longue convalescence, elle décide de se lancer dans l'écriture. Elle publie d’abord des nouvelles policières dans divers magazines. En 1977, elle achève un premier roman, Harbingers of Fear, qui trouve immédiatement un éditeur, mais les trois tentatives qui suivent sont partout refusées. Elle persévère, affine son style et parvient, en 1981, à publier Le Secret de Julie, la première des quinze enquêtes de l’inspecteur Luke Thanet, responsable des affaires criminelles de la police de Sturrenden, une petite ville imaginaire du Kent. Pour lui permettre d'élucider les énigmes entourant des meurtres banals ou sordides, bien qu'il lui arrive d'être faillible et de ne pas y parvenir, il est épaulé par le vieux docteur légiste Mallard et le sergent Michael (Mike) Lineham. Les activités professionnelles de Thanet sont racontés en contrepoint avec sa vie familiale (il a deux enfants) et ses relations de couple tendues. Son épouse, en décidant de retourner sur le marché du travail, oblige en effet Thanet à exécuter des tâches ménagères qui le rebutent. S'il les fait sans rechigner, il admet être dépassé par l'évolution des rapports conjugaux dans l'Angleterre moderne.
Le succès immédiat du cycle Thanet, qui, tout en évitant les personnages stéréotypés, trouve un point d'équilibre entre whodunit classique, roman psychologique et procédure policière, vaut à Dorothy Simpson de figurer rapidement auprès de Ruth Rendell et de June Thomson parmi la nouvelle génération des auteurs féminins en vue de la littérature policière britannique.  En 2000, de graves troubles musculosquelettiques l’obligent toutefois à mettre fin abruptement à sa carrière littéraire.
Mère de trois enfants, elle réside présentement avec son mari à Maidstone dans le Kent.

## Œuvre

### Romans

#### SérieInspecteur Luke Thanet
- The Night She Died (1981) Publié en français sous le titre Le Secret de Julie, Paris, Librairie des Champs-Élysées, Le Masque no 1710, 1983
- Six Feet Under (1982) Publié en français sous le titre Le Chat de la voisine, Paris, Librairie des Champs-Élysées, Le Club des Masques no 533, 1984
- Puppet for a Corpse (1983) Publié en français sous le titre Feu le mari de madame, Paris, Librairie des Champs-Élysées, Le Masque no 1852, 1986
- Close Her Eyes (1984)
- Last Seen Alive (1985)
- Dead on Arrival (1986)
- Element of Doubt (1987)
- Suspicious Death (1988)
- Dead by Morning (1989)
- Doomed to Die (1991)
- Wake the Dead (1992)
- No Laughing Matter (1993)
- A Day for Dying (1995)
- Once Too Often (1998)
- Dead and Gone (1999)

#### Autre roman
- Harbingers of Fear (1977)

### Nouvelles

#### Recueil de nouvelles
- A  Dead Giveway (1995), anthologie en collaboration avec Clare Curzon, Gillian Linscott, Peter Lovesey et Margaret Yorke.

#### Nouvelle de la sérieInspecteur Thanet
- Just Desserts (1995), longue nouvelle (novella)

#### Autres nouvelles isolées
- The Wisp of  Sound (1977)
- The Sanctuary (1978)
- Boxes with Boxes (1980)
- Two’s Company (1984)
- The Person Inside (1987)
- A Man in a Million (1995)

## Prix et récompenses
- Silver Dagger Award 1985 décerné à Last Seen Alive